# Epidiplosis
Epidiplosis is een muggengeslacht uit de familie van de galmuggen (Cecidomyiidae).

## Soorten
- E. reflexa Mamaev, 1969
- E. sayi Felt, 1908